# Tuy Hoa
Tuy Hoa (em vietnamita: Tuy Hòa) é uma cidade do Vietname, capital da província de Phu Yen. Localiza-se na região da Costa do Centro-Sul e possui uma população de 202 030 habitantes, distribuídos em uma área de 107 km². É uma cidade turística no Vietname.